# 濱田亨
濱田亨（はまだとおる、1953年 - ）は、愛媛県松山市出身の画家である。

## 人物
- 高校を卒業と、フランスのパリに渡り、絵画だけでなく、彫刻としての高い評価を集める。
- 初の個展は1976年にイタリアのカラーラで行われた「Galleria d'Arte Contemporaneo」である。
- 2010年に彫刻作品名「輝くこころ」を愛媛県庁に寄贈した。

## 個展
- 「Galleria d'Arte Contemporaneo」（1976年、カラーラ）
- 「Galerie K'Art」（1988年、パリ）
- 「ベイスギャラリー」（1989年、東京）
- 「リブアートギャラリー」（1995年、松山）
- 「Galerie Di Meo」（1997年、パリ）
- 「里山房」（1997年、砥部）
- 「オーシャン45」（2000年、宮崎）
- 「御殿町画廊」（2002年、宇和島）
- 「ギャラリーMAP」（2003年、福岡）
- 「トゥディズギャラリー」（2003年、大洲）
- 「DIMEO画廊」（2006年、パリ）
- 「ミウラアート・ヴィレッジ」（2007年、松山）